# Danh sách giải thưởng và đề cử của Emma Stone

## AACTA International Awards
| Năm  | Phim    | Hạng mục đề cử          | Kết quả |
| ---- | ------- | ----------------------- | ------- |
| 2015 | Birdman | Best Supporting Actress | Đề cử   |

## Giải Oscar
| Năm  | Phim       | Hạng mục đề cử                   | Kết quả   |
| 2017 | La La Land | Nữ diễn viên chính xuất sắc nhất | Đoạt giải |
| ---- | ---------- | -------------------------------- | --------- |
| 2015 | Birdman    | Nữ diễn viên phụ xuất sắc nhất   | Đề cử     |

## Giải BAFTA
| Năm  | Phim              | Hạng mục đề cử                 | Kết quả  |
| ---- | ----------------- | ------------------------------ | -------- |
| 2011 | Rising Star Award | Rising Star Award              | Đề cử    |
| 2015 | Birdman           | Nữ diễn viên phụ xuất sắc nhất | Đề cử    |
| 2023 | Poor Thing        | Nữ diễn viên xuất sắc nhất     | Đạt giải |

## Giải Quả Cầu Vàng
| Năm  | Phim       | Hạng mục đề cử                                        | Kết quả   |
| ---- | ---------- | ----------------------------------------------------- | --------- |
| 2011 | Easy A     | Nữ diễn viên phim ca nhạc hoặc phim hài xuất sắc nhất | Đề cử     |
| 2015 | Birdman    | Nữ diễn viên phụ xuất sắc nhất                        | Đề cử     |
| 2016 | La la land | Nữ diễn viên phim ca nhạc hoặc phim hài xuất sắc nhất | đoạt giải |

## Hollywood Film Festival
| Năm  | Phim     | Hạng mục đề cử           | Kết quả   |
| ---- | -------- | ------------------------ | --------- |
| 2011 | The Help | Toàn bộ vai diễn của năm | Đoạt giải |

## Giải Tinh thần độc lập
| Năm  | Phim    | Hạng mục đề cử                 | Kết quả |
| ---- | ------- | ------------------------------ | ------- |
| 2015 | Birdman | Nữ diễn viên phụ xuất sắc nhất | Đề cử   |

## Giải Điện ảnh của MTV
| Năm  | Phim                | Hạng mục đề cử               | Kết quả   |
| ---- | ------------------- | ---------------------------- | --------- |
| 2011 | Easy A              | Màn trình diễn hài hước nhất | Đoạt giải |
| 2011 | Easy A              | Câu thoại hay nhất           | Đề cử     |
| 2011 | Easy A              | Màn trình diễn hay nhất      | Đề cử     |
| 2012 | The Help            | Bộ đôi tuyệt nhất            | Đề cử     |
| 2012 | Crazy, Stupid, Love | Nụ hôn đẹp nhất              | Đề cử     |
| 2012 | Crazy, Stupid, Love | Màn trình diễn hay nhất      | Đề cử     |
| 2015 | Birdman             | Màn trình diễn hay nhất - Nữ | Đề cử     |

## Ủy ban Quốc gia về Phê bình Điện ảnh
| Năm  | Phim     | Hạng mục đề cử                 | Kết quả   |
| ---- | -------- | ------------------------------ | --------- |
| 2012 | The Help | Toàn bộ vai diễn xuất sắc nhất | Đoạt giải |

## Giải Sự lựa chọn của Công chúng
| Năm  | Phim                     | Hạng mục đề cử                                      | Kết quả   |
| ---- | ------------------------ | --------------------------------------------------- | --------- |
| 2012 | The Help                 | Nữ diễn viên được yêu thích                         | Đoạt giải |
| 2013 | The Amazing Spider-Man   | Nữ diễn viên được yêu thích                         | Đề cử     |
| 2013 | The Amazing Spider-Man   | Favorite Face of Heroism                            | Đề cử     |
| 2013 | The Amazing Spider-Man   | Favorite On-Screen Chemistry (with Andrew Garfield) | Đề cử     |
| 2014 | Gangster Squad           | Nữ diễn viên phim chính kịch được yêu thích         | Đề cử     |
| 2015 | Birdman                  | Nữ diễn viên phim chính kịch được yêu thích         | Đề cử     |
| 2015 | The Amazing Spider-Man 2 | Nữ diễn viên được yêu thích                         | Đề cử     |
| 2015 | The Amazing Spider-Man 2 | Bộ đôi được yêu thích (with Andrew Garfield)        | Đề cử     |

## Giải Vệ tinh
| Năm  | Phim    | Hạng mục đề cử                 | -     | 2011 | The Help | Toàn bộ vai diễn xuất sắc - Phim điện ảnh | Đoạt giải |
| 2015 | Birdman | Nữ diễn viên phụ xuất sắc nhất | Đề cử |      |          |                                           |           |

## Giải Sao Thổ
| Năm  | Phim    | Hạng mục đề cử                 | Kết quả |
| ---- | ------- | ------------------------------ | ------- |
| 2015 | Birdman | Nữ diễn viên phụ xuất sắc nhất | Đề cử   |

## Giải thưởng của Hội Diễn viên Điện ảnh
| Năm  | Phim     | Hạng mục đề cử                 | Kết quả   |
| ---- | -------- | ------------------------------ | --------- |
| 2012 | The Help | Toàn bộ vai diễn xuất sắc nhất | Đoạt giải |
| 2015 | Birdman  | Nữ diễn viên phụ xuất sắc nhất | Đề cử     |
| 2015 | Birdman  | Toàn bộ vai diễn xuất sắc nhất | Đoạt giải |

## Teen Choice Awards
| Năm  | Phim                     | Hạng mục đề cử                         | Kết quả      |
| ---- | ------------------------ | -------------------------------------- | ------------ |
| 2010 | Zombieland               | Choice Movie Actress: Comedy           | Đề cử        |
| 2011 | Easy A                   | Choice Movie Actress: Romantic Comedy  | Đoạt giải    |
| 2012 | Crazy, Stupid, Love      | Choice Movie Actress: Comedy           | Đoạt giải    |
| 2012 | Crazy, Stupid, Love      | Choice Movie Liplock                   | Đề cử        |
| 2012 | The Amazing Spider-Man   | Choice Female Movie Star of the Summer | Đề cử        |
| 2012 | The Help                 | Choice Movie Actress: Drama            | Đoạt giải    |
| 2014 | The Amazing Spider-Man 2 | Choice Movie Actress: Sci-Fi/Fantasy   | Đề cử        |
| 2015 | Aloha                    | Choice Movie Actress: Comedy           | Chưa công bố |

## Giải của các Hiệp Hội Phê Bình
| Năm  | Hiệp hội                                      | Hạng mục đề cử                 | Vai diễn   | Kết quả   | Ref.   |
| ---- | --------------------------------------------- | ------------------------------ | ---------- | --------- | ------ |
| 2009 | Detroit Film Critics Society                  | Toàn bộ vai diễn xuất sắc nhất | Zombieland | Đề cử     |        |
| 2011 | Detroit Film Critics Society                  | Toàn bộ vai diễn xuất sắc nhất | The Help   | Đề cử     |        |
| 2011 | Cộng đồng các nhà phê bình phim San Diego     | Toàn bộ vai diễn xuất sắc nhất |            | Đề cử     |        |
| 2011 | Washington D.C. Area Film Critics Association | Toàn bộ vai diễn xuất sắc nhất | The Help   | Đề cử     |        |
| 2011 | Women Film Critics Circle                     | Toàn bộ vai diễn xuất sắc nhất | The Help   | Đoạt giải | [ 11 ] |
| 2012 | Alliance of Women Film Journalists            | Toàn bộ vai diễn xuất sắc nhất | The Help   | Đề cử     | [ 12 ] |
| 2012 | Hiệp hội Phê bình Phim Phát sóng              | Toàn bộ vai diễn xuất sắc nhất | The Help   | Đoạt giải |        |
| 2014 | New York Film Critics Online                  | Toàn bộ vai diễn xuất sắc nhất | Birdman    | Đoạt giải |        |
| 2014 | Hội phê bình phim Boston                      | Nữ diễn viên phụ xuất sắc nhất | Birdman    | Đoạt giải |        |
| 2014 | Hội phê bình phim Boston                      | Toàn bộ vai diễn xuất sắc nhất | Birdman    | 2nd place |        |
| 2014 | Dallas–Fort Worth Film Critics Association    | Nữ diễn viên phụ xuất sắc nhất | Birdman    | 2nd place |        |
| 2014 | Washington D.C. Area Film Critics Association | Toàn bộ vai diễn xuất sắc nhất | Birdman    | Đoạt giải |        |
| 2014 | Washington D.C. Area Film Critics Association | Nữ diễn viên phụ xuất sắc nhất | Birdman    | Đề cử     |        |
| 2014 | St. Louis Gateway Film Critics Association    | Nữ diễn viên phụ xuất sắc nhất | Birdman    | Đề cử     |        |
| 2014 | Cộng đồng các nhà phê bình phim San Diego     | Nữ diễn viên phụ xuất sắc nhất | Birdman    | Đề cử     |        |
| 2014 | Cộng đồng các nhà phê bình phim San Diego     | Toàn bộ vai diễn xuất sắc nhất | Birdman    | Đoạt giải |        |
| 2014 | North Texas Film Critics Association          | Toàn bộ vai diễn xuất sắc nhất | Birdman    | Đoạt giải |        |
| 2014 | Hiệp hội phê bình phim Chicago                | Nữ diễn viên phụ xuất sắc nhất | Birdman    | Đề cử     |        |
| 2014 | San Francisco Film Critics Circle             | Nữ diễn viên phụ xuất sắc nhất | Birdman    | Đề cử     |        |
| 2014 | Houston Film Critics Society                  | Nữ diễn viên phụ xuất sắc nhất | Birdman    | Đề cử     |        |
| 2014 | Giới các nhà phê bình phim Florida            | Nữ diễn viên phụ xuất sắc nhất | Birdman    | 2nd place |        |
| 2014 | Giới các nhà phê bình phim Florida            | Toàn bộ vai diễn xuất sắc nhất | Birdman    | Đề cử     |        |
| 2015 | Alliance of Women Film Journalists            | Nữ diễn viên phụ xuất sắc nhất | Birdman    | Đề cử     |        |
| 2015 | Denver Film Critics Society                   | Nữ diễn viên phụ xuất sắc nhất | Birdman    | Đề cử     |        |
| 2015 | London Film Critics Circle                    | Nữ diễn viên phụ xuất sắc nhất | Birdman    | Đề cử     |        |
| 2015 | Hiệp hội Phê bình Phim Phát sóng              | Nữ diễn viên phụ xuất sắc nhất | Birdman    | Đề cử     |        |
| 2015 | Hiệp hội Phê bình Phim Phát sóng              | Toàn bộ vai diễn xuất sắc nhất | Birdman    | Đoạt giải |        |

## Xếp hạng
| Năm  | Danh sách                                              | Vị trí |
| ---- | ------------------------------------------------------ | ------ |
| 2008 | Moviefone's 25 hottest actors under 25                 | No.14  |
| 2008 | Saturday Night Magazine's Top 20 Rising Stars Under 30 | No.1   |
| 2009 | AskMen.com's Top 99 Women                              | No.93  |
| 2009 | FHM's 100 sexiest women in the world (US)              | No.93  |
| 2009 | Maxim's Hot List                                       | No.66  |
| 2010 | AskMen.com's Top 99 Women                              | No.39  |
| 2010 | Maxim's Hot List                                       | No.49  |
| 2010 | LoveFilm.com's Top 20 Actresses Under 30               | No.18  |
| 2011 | AskMen.com's Top 99 Women                              | No.32  |
| 2011 | NextMovie.com's 20 Funniest Women in Movies            | No.6   |
| 2011 | People's 100 Most Beautiful                            | No.10  |
| 2011 | Maxim's Hot List                                       | No.42  |
| 2011 | FHM's 100 sexiest women in the world (UK)              | No.68  |
| 2011 | FHM's 100 sexiest women in the world (AUS)             | No.38  |
| 2011 | Men's Health 100 Hottest Women of 2011                 | No.2   |